# 田山花袋
田山 花袋（たやま かたい、1872年1月22日〈明治4年12月13日〉 - 1930年〈昭和5年〉5月13日）は、日本の小説家。本名、録弥（）。群馬県（当時は栃木県）生まれ。
尾崎紅葉のもとで修行したが、後に国木田独歩、柳田國男らと交わる。『蒲団』『田舎教師』などの自然主義派の作品を発表し、その代表的な作家の一人。紀行文にも優れたものがある。

## 経歴
栃木県邑楽郡館林町（現在の群馬県館林市）に、田山鋿十郎・てつ夫妻の次男として誕生。田山家は代々の秋元藩士。父は1876年（明治9年）警視庁邏卒(らそつ、後の巡査)となり一家で上京するが、西南戦争の際に従軍して肥後飯田山麓の闘いで戦死したため、館林に戻る。
1880年（明治13年）冬、9歳で足利で丁稚奉公した後､翌年2月に上京し､京橋区南伝馬町の有隣堂書店で丁稚奉公するが､不都合（詳細不明）により､1882年（15年）5月に帰郷する。
12歳から漢学塾（藩儒吉田陋軒の休々塾。兄が21歳で塾頭となる）で漢詩文を学び、14歳の時には漢詩集を編んだ。また桂園派の和歌や西洋文学にも親しむ。
兄に従い上京し、1890年（明治23年）、柳田國男を知る。翌年に尾崎紅葉のところに入門、紅葉の指示で江見水蔭の指導を受ける。『瓜畑』（古桐軒主人名義）を初めて発表し翌年から花袋と号した。硯友社の影響を受けていたが、1896年（明治29年）に国木田独歩、島崎藤村と知り合う。翌年、独歩、國男らと『抒情詩』を刊行した際彼の40編の詩が載った。モーパッサンの影響を強く受け、1902年（明治35年）に『アカツキ叢書』の第5編として書き下ろした『重右衛門の最後』を発表し、作家としての力量を認められる。1899年（明治32年）に結婚し、大橋乙羽の紹介で博文館に勤務し、校正を生業とする。
日露戦争が勃発すると、第二軍の写真班で従軍記者をつとめた。3月23日、東京を出発し、3月29日、広島市大手町の宿に同軍軍医部長の森鴎外を訪ねており（初対面）、8月15日に発熱し9月16日に宇品に着き、9月20日に帰郷するまでの間（1905年1月『第二軍従征日記』として刊）、鴎外と頻繁に会っていた。なお、後日「……私は殊に鴎外さんが好きで、『柵草紙』などに出る同氏の審美学上の議論などは非常に愛読した。鴎外さんを愛読した結果は私もその影響を受けた。」と書いた（「私の偽らざる告白」『文章世界』1908年9月）。その頃から自然主義文学の分野を自覚し、評論『露骨なる描写』（『太陽』1904年2月）や小説『少女病』を発表し、新しい文学の担い手として活躍することになる。1906年（明治39年）博文館から『文章世界』が創刊されると編集主任となる。『文章世界』は当初実用文の投書雑誌を目的に発刊されたが、田山らの影響で、自然主義文学の活動の一つとなる。
『新小説』1907年（明治40年）9月に、中年作家の女弟子への複雑な感情を描いた『蒲団』を発表。女弟子に去られた男が彼女の使用していた夜着に顔をうずめて匂いを嗅ぎ、涙するという描写は、読者、さらに文壇に衝撃を与えた。この作品が日本の自然主義文学に大きく影響を与えた。『生』（『読売新聞』1908年4月13日-7月19日）、『妻』『縁』の長編3部作、書き下ろし長編小説『田舎教師』（1909年10月20日刊）を書き、藤村と並んで代表的な自然主義作家となった。大正に入ってからは自然派の衰退と新鋭作家の登場で次第に文壇の主流から外れていったが『一兵卒の銃殺』など作品は書いた。
紀行文も『南船北馬』『山行水行』などがある。日本全国の温泉を巡り温泉に関する本も数多く残している。博文館の『日本名勝地誌』の執筆に参加し、後に田山花袋編として『新撰名勝地誌』全12巻の監修をおこなった。
晩年は宗教にふけり、精神主義的な作品を多く残した。1928年（昭和3年）末に脳溢血のために入院、喉頭癌を患う。1930年（昭和5年）4月から病状が悪化。同年5月11日に島崎藤村が見舞っても「死に直面した場合には、誰も知らない暗いところへ行くのだから、なかなか単純な気持ちのものじゃない」と伝えている。
徳田秋声、近松秋江、前田晁、白石実三、中村星湖、中村白葉らが駆けつけるも翌5月13日、東京府代々幡町の自宅で死んだ。戒名は高樹院晴誉残雪花袋居士（島崎藤村の撰）。藤村の書を刻んだ墓は多磨霊園にある。遺志により土葬されたという。

### 家族・親族
- 6つ年上の長兄は「大日本地震史料」（ほぼ全部）、「大日本古文書」（1，2巻）を編纂した田山實（みのる。本名実彌登（みやと））であり、『生』の鐐や､『時は過ぎゆく』の中の實のモデル[6]。
- 義兄に石井収。その娘愛子は田山作品に登場する。
- 長男・先蔵は、大学教授の吉江孤雁の娘に恋をして吉江の家を訪れて面会を強要し警察沙汰になった[7]。
- 次女・千代の夫は会計学者の長谷川安兵衛だが、花袋の弟子の関口鎮雄と駆け落ちして連れ戻された[8]。

## 主な作品
- 瓜畑（1891年）
- ふる郷（1899年）
- 重右衛門の最期（1902年）
- 少女病（1907年）
- 蒲団（1907年）
- 土手の家（1908年）
- 生（1908年）
- 妻（1909年）
- 田舎教師（1909年）
- 縁（1910年）
- 時は過ぎ行く（1916年）
- 一兵卒の銃殺(1917年)
- 河ぞひの家（1917年）
- 残雪（1917年）
- 温泉めぐり（1918年）
- 河ぞひの春（1919年）
- 新しい芽（1920年）
- 源義朝（1924年）
- 百夜（1927年）
- 源義経
- 通盛の妻
- 再び草の野に
- 従軍記『第二軍従征日記』(1905)
- 評論『露骨なる描写』(1904年)
- 紀行文『日本一周』（1914年～1916年）
- 紀行文『山水小話』(1917年）
- 回想集『東京の三十年』（1917年）
- 東京震災記（1924年）

## その他
- 渋谷区代々木3-9-5に田山花袋終焉の碑が建てられている[9]。明治39年から死去まで過ごした地である。
- 館林市に田山花袋記念文学館がある。同市第二資料館内には「田山花袋旧居」もある。
- 群馬県で普及している上毛かるたの「ほ」の札は「誇る文豪　田山花袋」である。
- 「田舎教師」の舞台となった埼玉県羽生市[10]には羽生名物「花袋せんべい」がある[11]。硬いせんべいと間違われる。
- 2021年、久米正雄が撮影していた動画が修復されたが、その中に田山が映り込んでいたことが判明している。花袋の動画が確認されたのは初[12]。
- 1923年（大正12年）9月に起きた関東大震災の際、代々木新町（現・渋谷区）の田山宅に原稿依頼に行った編集者の木佐木勝は、自宅の庭に逃げ込んできた朝鮮人を引きずり出して殴ったという田山の話を聞かされている[13]。

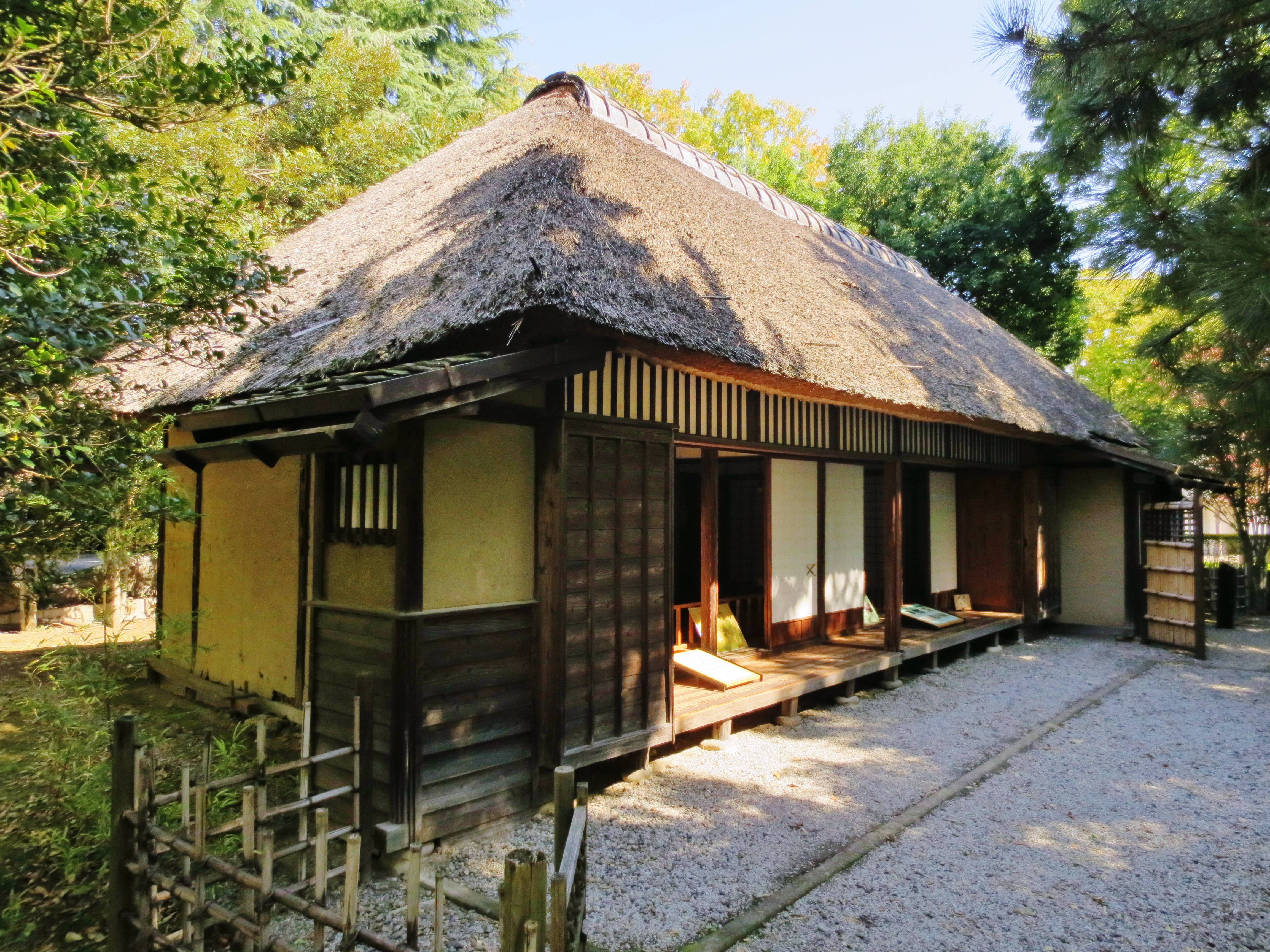
旧居（館林市第二資料館内）
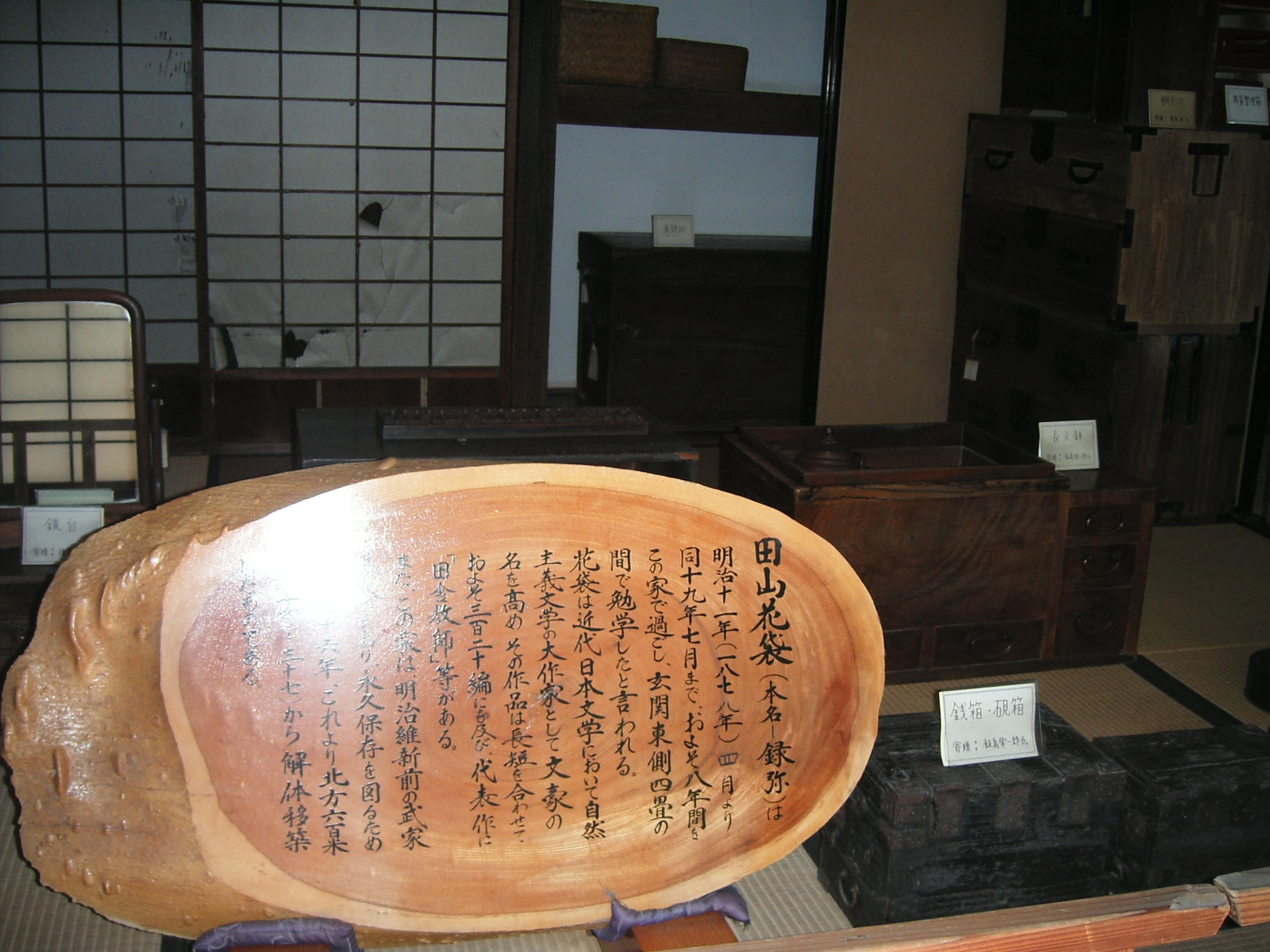
旧居内
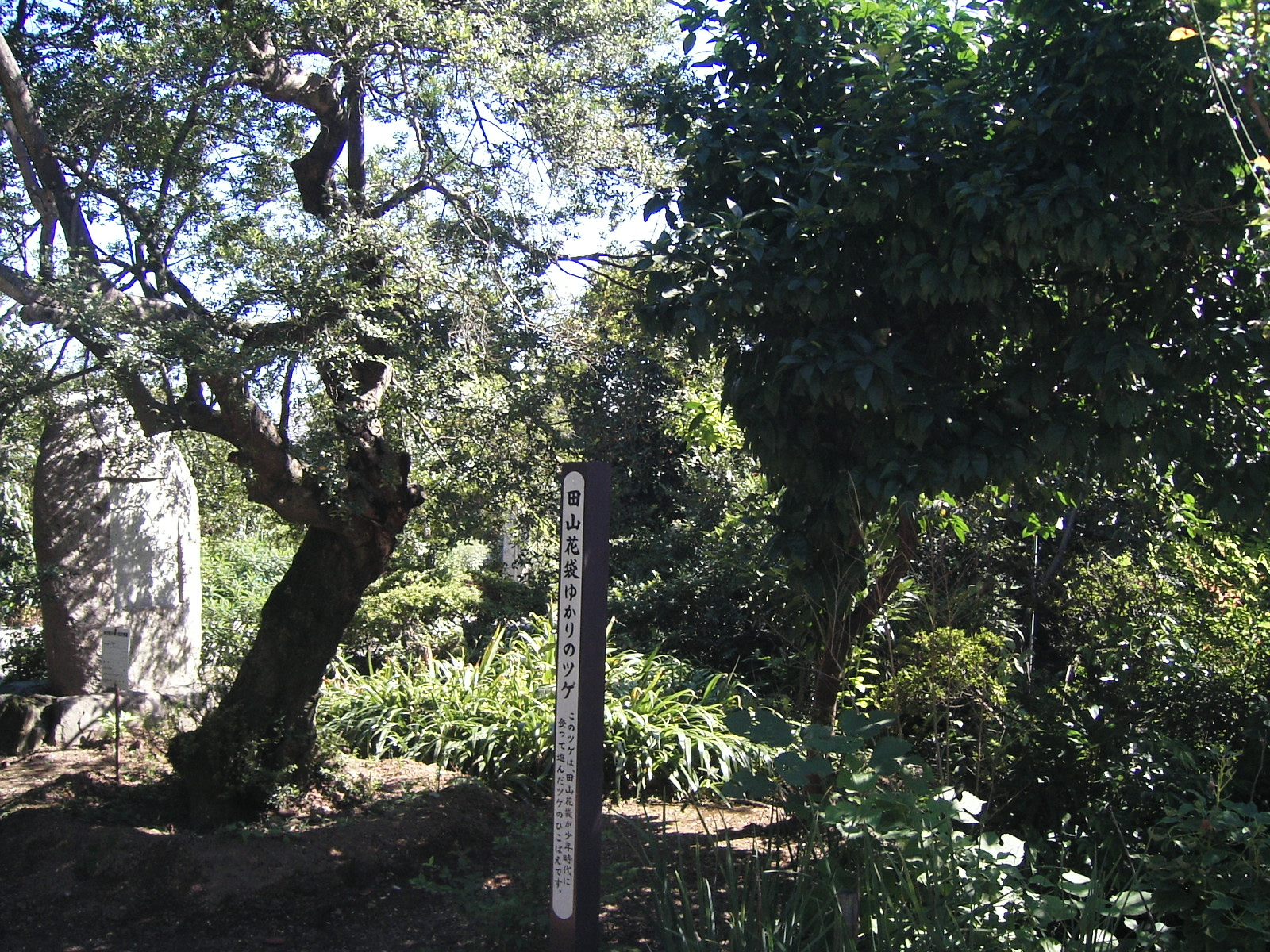
子供時代に登って遊んだツゲの木（館林市尾曳稲荷神社）
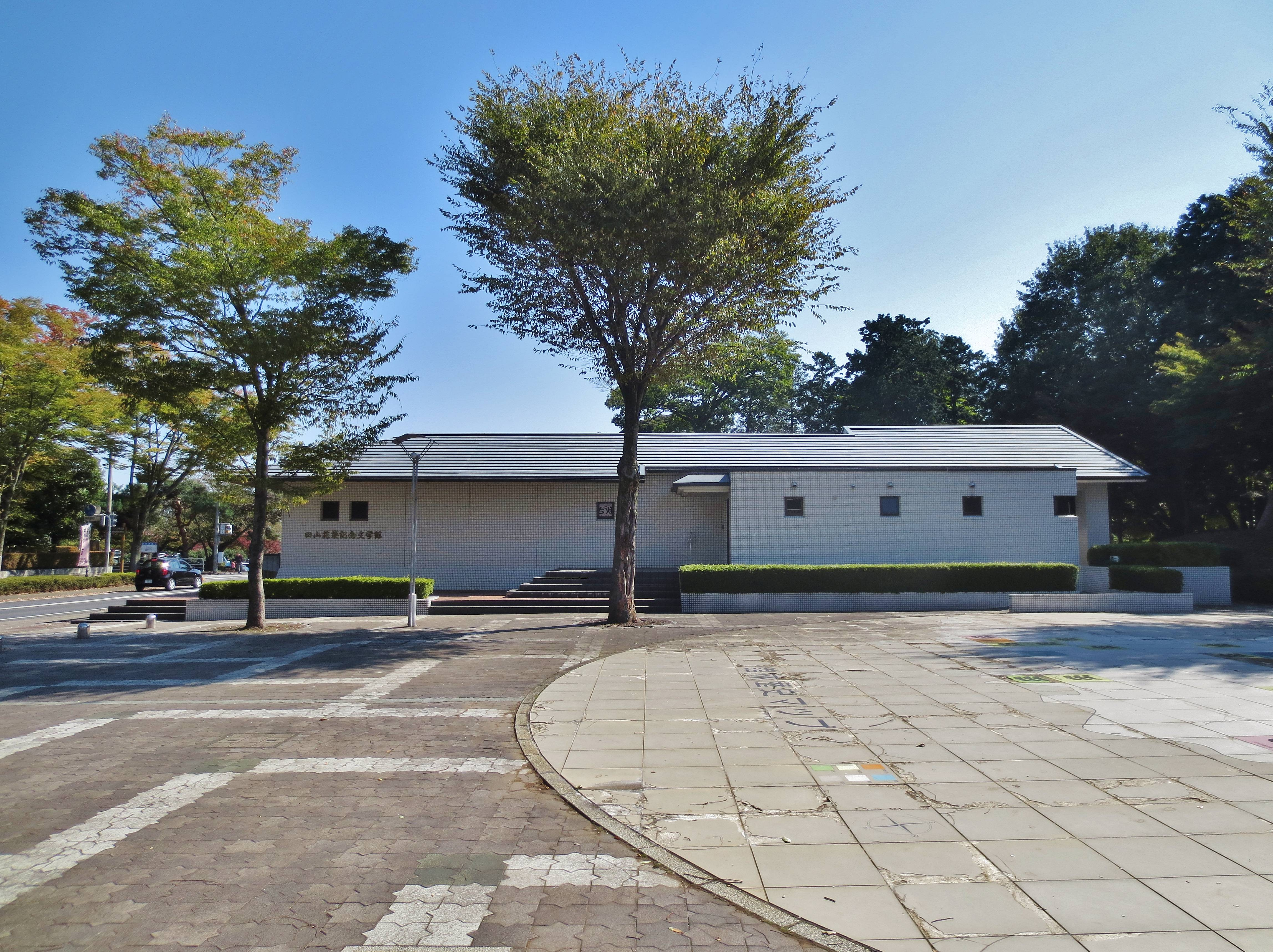
田山花袋記念文学館

## 著書
- 『南船北馬』博文館, 1899
- 『日光』春陽堂, 1899
- 『野の花』新声社, 1901
- 『春潮』新声社, 1903
- 『第二軍従征日記』博文館, 1905
- 『草枕』隆文館, 1905
- 『ふる郷』上田屋書店, 1906.
- 『美文作法』 通俗作文全書 博文館, 1906
- 『旅すがた』隆文館, 1906
- 『日本新漫遊案内』服部書店, 1906
- 『草籠』服部書店, 1907
- 『少女の恋』隆文館, 1907
- 『生』易風社, 1908　のち岩波文庫、新潮文庫、角川文庫
- 『花袋集』易風社, 1908（「蒲団」を含む）
- 『村の人』如山堂, 1908
- 『田舎教師』左久良書房, 1909

岩波文庫 改版2018、新潮文庫、角川文庫、旺文社文庫、講談社文庫で再刊
- 『インキツボ』 文芸入門 左久良書房, 1909
- 『花袋集 第2』左久良書房, 1909
- 『花袋小品』 小品叢書 隆文館, 1909
- 『妻』今古堂, 1909　のち新潮文庫、角川文庫、岩波文庫
- 『小説作法』 通俗作文全書 博文館, 1909
- 『縁』今古堂, 1910　のち角川文庫
- 『近作十五篇』博文館, 1910
- 『花袋叢書』名家小説文庫 博文館, 1910
- 『髪』左久良書房, 1912
- 『花袋文話』博文館, 1912
- 『死の方へ・幼きもの』 現代文芸叢書 春陽堂, 1912
- 『朝』春陽堂, 1912
- 『楽園』 現代傑作叢書 植竹書院, 1913
- 『小さな鳩』 愛子叢書 実業之日本社, 1913
- 『椿』 現代小品叢書 忠誠堂, 1913
- 『小春傘』植竹書院, 1914
- 『艸枕・旅すがた』隆文館, 1914
- 『恋ごころ』新潮社, 1915
- 『合歓の花』春陽堂, 1916
- 『泉』 名家近作叢書 日東堂, 1916
- 『時は過ぎゆく』新潮社, 1916　のち岩波文庫
- 『つれひき』三陽堂, 1917
- 『お八重』 侠艶情話集 春陽堂, 1917
- 『一兵卒の銃殺』春陽堂, 1917
- 『旅』博文館, 1917
- 『東京の三十年』博文館, 1917　のち角川文庫、岩波文庫, 1981、講談社文芸文庫, 1998
- 『山へ海へ』春陽堂, 1917
- 『趣味の紀行文』アルス, 1917
- 『山水小記』富田文陽堂, 1917
- 『山行水行』富田文陽堂, 1918
- 『花袋歌集』春陽堂, 1918
- 『赤い桃』 自然と人生叢書 春陽堂, 1918
- 『一日の行楽』博文館, 1918、「東京近郊　一日の行楽」現代教養文庫, 1991
- 『湖のほとり』天佑社, 1918
- 『毒と薬』耕文堂, 1918
- 『残雪』春陽堂, 1918
- 『灯影』春陽堂, 1919
- 『再び草の野に』春陽堂, 1919
- 『白い鳥』春陽堂, 1919
- 『河そひの春』春陽堂, 1919
- 『2と3』現代傑作選集 第1編 学芸書院, 1920
- 『旅と紀行文』博文館, 1920
- 『東京の近郊 一日二日の旅』磯部甲陽堂, 1920
- 『女の留守の間』春陽堂, 1920
- 『山水処々』博文館, 1920
- 『旅から』博文館,　1920
- 『新しい芽』春陽堂, 1920
- 『春雨』金星堂, 1920
- 『残る花』金星堂, 1920
- 『水郷めぐり』博文館, 1920
- 『二つの生』春陽堂, 1920
- 『くれなゐ』玄文社, 1921.1
- 『心之園』春陽堂, 1921.1
- 『渦 小説』日本評論社出版部, 1921
- 『海の上』金星堂, 1921
- 『かの女』金星堂, 1921
- 『山上の雷死』仏教文学会 撰. 蔵経書院, 1921
- 『浅い春』金星堂, 1921
- 『赤い実』春陽堂, 1921
- 『温泉周遊 東,西の巻』中沢弘光 画. 金星堂, 1922
- 『曠野の恋』金星堂名作叢書 1922
- 『廃駅』金星堂, 1922
- 『花袋紀行集』全3輯 博文館, 1922-23
- 『京阪一日の行樂』博文館, 1923.2
- 『百日紅』近代名著文庫刊行会, 1923
- 『近代の小説』近代文明社, 1923　のち角川文庫
- 『黒猫』摩雲巓書房, 1923
- 『東京震災記』博文館, 1924　のち現代教養文庫、1991、河出文庫、2011
- 『源義朝』金星堂, 1924
- 『銀盤: 長篇小説』中央堂書店, 1924
- 『満鮮の行楽』大阪屋号書店, 1924
- 『旅の話』博文館, 1925
- 『花袋行脚 史蹟名勝』大日本雄弁会, 1925
- 『夜坐』金星堂, 1925
- 『長篇小説の研究』 (芸術研究叢書) 新詩壇社, 1925
- 『流矢』金星堂, 1925
- 『通盛の妻』金星堂, 1926
- 『恋の殿堂』春陽堂, 1926
- 『海をこえて』博文館, 1927
- 『古人之遊跡』博文館, 1927
- 『耶馬渓紀行 附・別府』小杉未醒 画. 実業之日本社, 1927
- 『花袋随筆』博文館, 1928
- 『蒲団・一兵卒』岩波文庫 1930、改版2002ほか
- 『山水百記』博文館, 1930
- 『小説の作法』金星堂, 1933
- 『百夜』中央公論社, 1935、角川文庫 1961
- 『旅窓読本』学芸社, 1936
- 『蒲団・重右衛門の最後』新潮文庫 1952 のち改版
- 『時は過ぎゆく』岩波文庫 1952
- 『一兵卒の銃殺』岩波文庫 1955、復刊2021
- 『蒲団・幼きもの』角川文庫 1955
- 『一兵卒の銃殺』角川文庫 1956
- 『重右衛門の最後 他一篇』角川文庫 1957
- 『一兵卒 他五篇』角川文庫 1957
- 『野の花・春潮』角川文庫 1961
- 『蒲団・一兵卒の銃殺  (他)露骨なる描写』旺文社文庫 1971
- 『日本温泉めぐり』ランティエ叢書 角川春樹事務所, 1997.11
- 『田山花袋の日本一周』全3巻 東洋書院, 2007.12
- 『温泉めぐり』岩波文庫, 2007

### 作品集成
- 『花袋全集』全16巻 同・刊行会, 1923-37
- 『田山花袋集　近代日本文学選』中村光夫編、東方書局, 1946
- 『田山花袋全集』全17巻 文泉堂書店, 1974
- 『定本花袋全集』全29巻 定本花袋全集刊行会 編. 臨川書店, 1993-95

### 共編著
- 『近世奇談全集』柳田国男共編校訂 続帝国文庫 博文館, 1903
- 『二十八人集』小栗風葉共編. 新潮社, 1908
- 『評釈新古文範』前田木城共編. 博文館, 1909
- 『新撰名勝地誌』編. 博文館, 1910-14
- 『明治小説文章変遷史 明治小説内容発達史』早稲田文学社文学普及会講話叢書 徳田秋声共著 文学普及会, 1914
- 『新撰名勝地誌』全10編. 博文館, 1910-14
- 『日本一周 前・中編』編. 博文館, 1914-15
- 『花袋秋声傑作文集』 美文評解叢書 菊池暁汀 編. 綱島書店, 1921

### 翻訳
- レフ・トルストイ『コサアク兵』世界文庫 博文館, 1894
- フローベル『マダム・ボヴァリイ』編訳 新潮社, 1914